# Hugo Gressmann
Hugo Gressmann (* 27. März 1877 in Mölln; † 7. April 1927 in Chicago) war ein deutscher protestantischer Alttestamentler.

## Leben
Gressmann war der Sohn eines Bahnhofsverwalters. Nach Kindheit in Travemünde und Schulbesuch in Lübeck begann er ein Studium der Theologie in Greifswald, später in Göttingen und Marburg sowie der orientalischen Sprachen an den genannten Orten und in Kiel. Während seines Studiums in Greifswald wurde er 1896 Mitglied der Schwarzburgbund-Verbindung Sedinia, in Göttingen 1897 der Schwarzburgbund-Verbindung Burschenschaft Germania und in Marburg 1898 der Schwarzburgbund-Verbindung Frankonia. Zu seinen Lehrern gehörten Friedrich Giesebrecht, Julius Wellhausen, Rudolf Smend, Wilhelm Bousset, Otto Baumgarten und Mark Lidzbarski.
Eine Preisaufgabe der Göttinger Fakultät für das Jahr 1897/98 zur damals noch jungen These Bernhard Duhms über die Annahme eines Tritojesaja in Jesaja 56–66  gewann Gressmann. Das der Arbeit vorangestellte Motto war „Sei ein Schwätzer – und sieh, / Alle Schwierigkeiten verschwinden.“ Darauf bezugnehmend soll Wellhausen geäußert haben: „Der mit dem frechen Motto hat Judiz“, was schließlich den Ausschlag für Gressmanns Arbeit gab. Der Zweitplatzierte war der spätere Hannoversche Landesbischof August Marahrens. Mit dieser Arbeit – nahezu ohne Literaturangaben – wurde er von der Göttinger Fakultät 1899 zum Dr. phil. promoviert. Die theologische Promotion (Studien zu Eusebs Theophanie. Hinrichs, Leipzig 1903) erfolgte 1902 in Kiel, kurz darauf die Habilitation (Musik und Musikinstrumente im Alten Testament).
Im Jahre 1906 weilte Gressmann am Deutschen Evangelischen Institut für Altertumswissenschaft des Heiligen Landes unter Leitung Gustaf Dalmans. Eine außerordentliche Professur erhielt er 1907 in Nachfolge Hermann Gunkels in Berlin, 1921 eine ordentliche Professur. Einen Ruf nach Gießen hatte er abgelehnt. In Berlin übernahm er schließlich auch die Leitung des dortigen Institutum Judaicum und leitete einen Richtungswechsel – weg von der Judenmission, hin zur rein wissenschaftlichen Betrachtung – ein. Dazu erkannte er vorurteilsfrei die Notwendigkeit jüdischer Forschung an und lud bedeutende jüdische Gelehrte wie Ismar Elbogen, Julius Guttmann und Leo Baeck zu Vorträgen. Aus diesen Kontakten resultierte auch eine Einladung für eine Gastprofessur am Jewish Institute of Religion in New York im Frühjahr 1927. In den USA auf weiteren Vortragsreisen erkrankte er an einer Lungenentzündung und verstarb in Chicago.
In seinen Arbeiten war Gressmann neben Gunkel einer der herausragendsten Vertreter der Religionsgeschichtlichen Schule, inspiriert nicht zuletzt von dem Kirchengeschichtler Albert Eichhorn. Diesem widmete er auch die Arbeit Der Ursprung der israelitisch-jüdischen Eschatologie, die Wellhausen als ein „ziemlich dummdreistes Buch“ bezeichnet haben soll. Gressmann übernahm 1924 von Karl Marti die Herausgabe der Zeitschrift für die alttestamentliche Wissenschaft. Programmatisch bedeutete das auch für die Zeitschrift einen Neuaufbruch. Statt der bisher dominanten literarkritischen Fragestellungen begann sich auch hier die religionsgeschichtliche Methodik durchzusetzen.

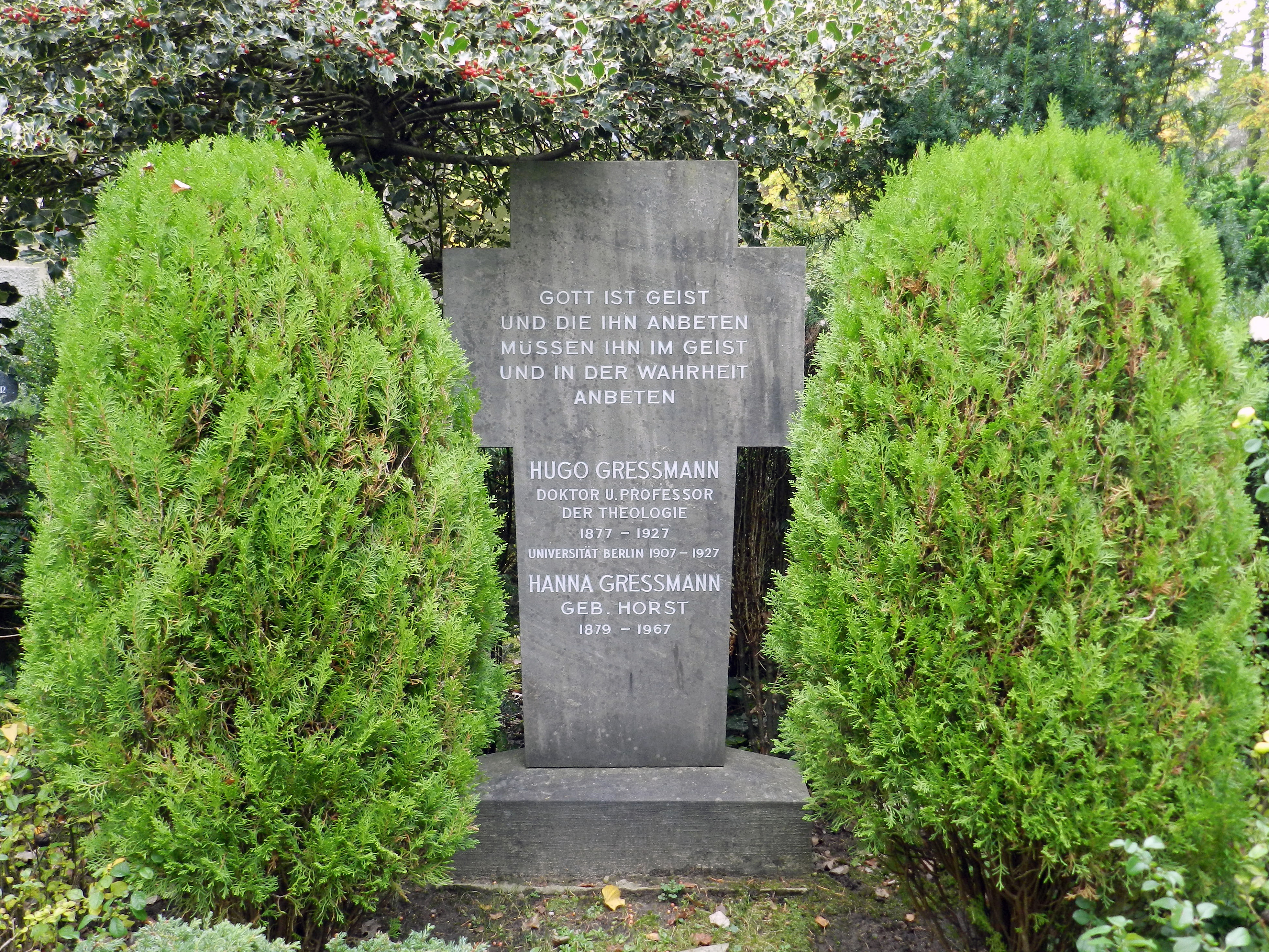
Grab auf dem Friedhof Nikolassee

Sein Grab befindet sich auf dem Friedhof Nikolassee und trägt als Grabinschrift das Bibelzitat „Gott ist Geist, und die ihn anbeten, müssen ihn im Geist und in der Wahrheit anbeten“ (Johannes 4,24 ).

## Veröffentlichungen (Auswahl)
- Studien zu Eusebs „Theophanie“. Inaugural-Dissertation. Druck von A. Pries, 1902 (34 S.; eingeschränkte Vorschau in der Google-Buchsuche).
- Studien zu Eusebs Theophanie (= Texte und Untersuchungen zur Geschichte der altchristlichen Literatur. Neue Folge, Band 8, Heft 3, der ganzen Reihe Band 23). J. C. Hinrichs, Leipzig 1903, DNB 363940774, S. I–XI, 1–70 ( Scan – Internet Archive).
- Der Ursprung der israelitisch-jüdischen Eschatologie. Vandenhoeck & Ruprecht, Göttingen 1905 (378 S.; eingeschränkte Vorschau in der Google-Buchsuche).
- Mose und seine Zeit. Ein Kommentar zu den Mosesagen (= Forschungen zur Religion und Literatur des Alten und Neuen Testaments. Neue Folge, Heft 1). Vandenhoeck & Ruprecht, Göttingen 1913, DNB 580017060 (485 S.; Scan – Internet Archive).
- Der Zauberstab des Mose und die eherne Schlange. In: Zeitschrift des Vereins für Volkskunde. Band 23, 1913, S. 18–35.
- (Hrsg.) Altorientalische Texte und Bilder zum Alten Testament. 1909 (Scan – Internet Archive); 2., völlig neugestaltete und stark vermehrte Auflage. 2 Bände. Berlin / Leipzig 1926/27, DNB 56052384X; Reprint: De Gruyter, Berlin / Boston 2012, ISBN 978-3-11-142880-2 (259 Tafeln).
- Der Messias (= Forschungen zur Religion und Literatur des Alten und Neuen Testaments. Neue Folge, Heft 26 = Der ganzen Reihe Heft 43). Vandenhoeck & Ruprecht, Göttingen 1929, DNB 580017052 (506 S.; Neubearbeitung der Israelitisch-jüdischen Eschatologie, aus dem Nachlass herausgegeben von Hans Schmidt).
- Die orientalischen Religionen im hellenistisch-römischen Zeitalter. Walter de Gruyter & Co., Berlin / Leipzig 1930, DNB 573547440 (179 S.).